# بيل كارسون (كاتب أغاني)
بيل كارسون (بالإنجليزية: Bill Carson)‏ هو كاتب أغاني أمريكي، ولد في 8 يوليو 1926، وتوفي في 15 فبراير 2007.